# Anas Zniti
Anas Zniti (Fez, 28 oktober 1988) is een Marokkaanse profvoetballer die als doelman speelt. Hij verruilde FAR Rabat op juni 2015 voor Raja Casablanca. Zniti debuteerde in 2013 in het Marokkaans voetbalelftal.

## Carrière
Geboren in Fez en startte zijn carrière bij Maghreb Fez. Daar kreeg Zniti al snel een vaste plaats in het 1e team. Tijdens de finale van de CAF Supercup waarin Zniti twee strafschoppen wist te stoppen tijdens de strafschoppenserie, werd hij verkozen tot Man of the Match en won met zijn club Maghreb Fez de CAF Supercup. Later maakte hij de stap naar FAR Rabat, waarna hij naar twee seizoenen al mocht vertrekken jegens een ruzie met het bestuur. Raja Casablanca pikte de keeper op en legde hem vast voor drie seizoenen, ondertussen is dat contract verlengt tot 2021.

## Erelijst
| Trofee           | Competitie                         | Aantal          | Jaar            |
| Raja Casablanca  | Raja Casablanca                    | Raja Casablanca | Raja Casablanca |
| ---------------- | ---------------------------------- | --------------- | --------------- |
| Vlag van Marokko | Coupe du Trône                     | 1x              | 2017            |
| Maghreb Fez      |                                    |                 |                 |
| Vlag van Marokko | Vice-kampioen Botola Maroc Telecom | 1x              | 2010/11         |
| Vlag van Marokko | Coupe du Trône                     | 2x              | 2011            |
|                  | CAF Confederation Cup              | 1x              | 2011            |
|                  | CAF Supercup                       | 1x              | 2012            |

Individueel
| Marokko                               |    |                          |
| Beste keeper Botola Maroc Telecom     | 3x | 2012/13, 2016/17,2019/20 |
| Beste voetballer Botola Maroc Telecom | 2x | 2011, 2012               |
| Beste Marokkaanse speler              | 1x | 2011                     |
| Man of the Match CAF Supercup finale  | 1x | 2012                     |

1 Zniti  ·
2 Douik ·
4 Gael Ngah ·
5 Moutouali ·
6 Ngoma ·
7 Islah ·
8 Al-Warfali ·
10 Benhalib ·
11 Jabroun ·
12 El Haddaoui ·
13 Benoun ·
15 Haddad ·
17 Ahadad ·
18 Hafidi ·
19 Malango ·
20 Jbira ·
21 Rahimi ·
22 Bouamira ·
25 Boutayeb ·
30 Nanah ·
55 Achchakir ·
96 Arjoune ·
98 El Wardi ·
Coach: vacant
· Assistent-coach: Safri